# Обуховский (Астраханская область)
Обуховский — посёлок в Камызякском районе Астраханской области России. Входит в состав Караулинского сельсовета. Население 153 человек (2013), 59 % из них — казахи, 39 % — русские (2002).

## География
Обуховский расположен в пределах Прикаспийской низменности в южной части Астраханской области, в дельте реки Волги и находится на острове, образованном реками Малая Обуховская и Обуховская, по берегам обеих рек. Западная сторона Обуховского примыкает к поселку городского типа Кировский (через мостовой переход).
Уличная сеть состоит из трёх географических объектов:: ул. Джамбула, ул. Полевая и ул. Садовая.
Абсолютная высота 26 метров ниже уровня моря.
Климат
умеренный, резко континентальный, характеризуется высокими температурами летом и низкими — зимой, малым количеством осадков, а также большими годовыми и летними суточными амплитудами температуры воздуха.

## Население
| 2002 | 2006 | 2010 | 2012 | 2013 |
| ---- | ---- | ---- | ---- | ---- |
| 157  | ↗158 | ↘97  | ↗149 | ↗153 |

Национальный и гендерный состав
По данным Всероссийской переписи в 2010 году, численность населения составляла 97 человек (48 мужчин и 49 женщин, 49,5 и 50,5 %% соответственно).
Согласно результатам переписи 2002 года, в национальной структуре населения казахи составляли 59 %, русские 39 % от общей численности населения в 153 жителя.
| Национальность | Численность (2010) | Процент |
| -------------- | ------------------ | ------- |
| Казахи         | 53                 | 54,1%   |
| Русские        | 39                 | 39,8%   |
| Азербайджанцы  | 3                  | 3,1%    |
| Не указана     | 3                  | 3,1%    |
| Всего          | 98                 | 100%    |

## Инфраструктура
Начальная школа. ФАП.
Развито рыболовство, приусадебное растениеводство.

## Транспорт
В соседнем пос. Кировском завершается региональная автодорога «Камызяк — Кировский» (идентификационный номер 12 ОП РЗ 12Н 084).
Просёлочные дороги.